# Ебеко
Ебѐко е активен стратовулкан, издигащ се на о. Парамушир от групата на Северните Курили. Намира се в северната част на хребета Вернадски, на 6 км от град Северо-Курилск. Височината му е 1156 м над морското равнище.

## Форма и структура
Ебеко е сложен стратовулкан от типа „Сома-Везувий“. Виждат се останки от разрушена калдера с диаметър 3 – 5 км, обхващаща като пръстен по-младите вътрешни вулканични конуси. Централният конус е пирокластичен, със страни с лавов произход при основата. На върха му са разположени три отделни кратера, в които се наблюдава активна фумаролна и термална активност.
Структурата на вулкана е изградена от андезит и базалт. Основата му е съставена от изменени, силно разрушени вулканични образувания от късния плейстоцен и ранния холоцен. Възрастта на действащия апарат е 2400 г.

## Кратери
На върха на главния вулканичен конус се намират три, подредени в меридионална посока, почти допиращи се кратера. Диаметрите им са от 250 до 350 метра, а дълбочината на всеки е от 70 до 100 м. Поради фумаролната и термична активност в тях се изливат горещи води, образуващи езера с висока температура.
Два от кратерите са формирани в северната част на вулкана. Единият е със стръмни стени и в средата му има малко езерце със зеленикава вода. Южната му част е разцепена от мощна пукнатина, от която с рев се изхвърлят горещи газове. Вторият северен кратер е покрит с шлака и лапили. Близо до него е заровена голяма вулканична бомба с напукана повърхност.
В южната част на вулкана е разположен централният кратер, в който преди е имало горещо езеро. Вследствие изригването от 1965 г. то загубва връзка с подземния източник на топлина, а нивото му спада с 11 м. Днес езерото се захранва само от близкия ледник. На юг от него, и малко по-високо, са образувани няколко големи фумароли, от които със свистене се изхвърлят вулканични продукти. Всяко отверствие по вулкана е заобиколено от наслоения от самородна сяра с височина около метър.
На североизточния склон на Ебеко, на 1018 м надморско равнище, се намира обширна фумаролна област, известна като „Белия ключ“. Там е разположено и езеро, по повърхността на което се стелят вулканични газове. Над полето се намира седловина, от която надолу се спускат горещи извори, главната забележителност на Северо-Курилск. Те дават началото на река Юревка, която тече към Охотско море по обратната страна на вододела.

## Изригвания
По честота на изригванията Ебеко е един от най-активните на Курилските острови. За последните 2400 години не са отбелязани лавови потоци. Изригването на вулкана се състои от изхвърляне на пара и вулканични газове, смесени с вулканична пепел. Датирани са следните исторически изригвания на вулкана:
- 1793 – силно експлозивно изригване
- 1833 – 1834 – изригване от Бандайсански тип (фреатично) – много силни, но кратки взривове, съпроводени от изхвърляне на огромни маси пара и отломки от стара лава, но без присъствие на нова.[2][4]
- 1859 – изригване с отделяне на огромно количество серни газове
- 1934 – 1935 – експлозивно фреатомагматично изригване от средния кратер. Изхвърлени са голямо количество вулканични бомби с повърхност от типа „хлебна кора“, облаци пепел и сернисти газове. От цепнатините по склоновете на централния конус се излива течна сяра.
- 1963 – 1967 – серия фреатични изригвания
- 1969 – фреатично изригване в северния кратер, след което активният отвор се изпълва от горещо езеро
- 1987 – 1991 – фреатично изригване в северния кратер. Взривове стават по 5 – 6 пъти в денонощието, а изхвърлената пепел достига на височина 1,5 – 5 км. Постоянна емисия на газове.
- 1998 – усилена фумаролна активност и фреатични взривове в северния кратер
- 2005 – 2008 – усилена фумаролна дейност, фреатически взривове. Поява на ново, мощно фумаролно поле с температура на газовете до 500 °С. Многочислени потоци от течна сяра и спонтанно запалване на фумаролната сяра.
- 2012– взривна и усилена фумаролна дейност.[3][5]
- 2016 – 2017 – от ноември 2016 г. вулканът периодично изхвърля пепел, в зависимост от натрупаната енергия в него. Пепелните изригвания траят между 2 и 15 минути. В безветрено време вулканичната пепел се издига до 2 км в атмосферата. Вулканът се намира на няколко километра от Северо-Курилск и когато ветровете духат към града, пепелта се посипва върху него.[6]

При експлозивните изригвания потенциална опасност представляват лахарите и изхвърлените пепел, сернист газ, сероводород и хлороводород. Пепелта се издига нагоре до 5 км и е опасна за самолетите, които летят на височина до 1500 м.

## Флора
В основата си вулканичният конус е обрасъл с елша на Максимович (Alnus maximowiczii), известна като планинска елша и камчатски рододендрон с ярки розови и златисти цветове. По-нагоре растителността се сменя от ливадни треви, между които се срещат отделни елши и полярна ива. Около кратерите растят каменоломки и храстовидният Pennelianthus frutescens.

## Любопитно
По пътя към върха на Ебеко, на горното течение на река Матроска, се намира изоставен завод за сяра. Построен е от японците с цел преработка на сярата, добивана от фумаролите на вулкана.